# ルイージ・ケルビーニ・ジョヴァニーレ管弦楽団
ルイージ・ケルビーニ・ジョヴァニーレ管弦楽団（伊：Orchestra Giovanile Luigi Cherubini, 英："Luigi Cherubini" Youth Orchestra）は、イタリア・ラヴェンナとピアチェンツァを本拠地とするユース・オーケストラである。単にルイージ・ケルビーニ管弦楽団、ケルビーニ管弦楽団と呼ばれることもある。名称はイタリアの作曲家ルイージ・ケルビーニに由来する。
2004年にリッカルド・ムーティにより設立。以来ムーティが音楽監督として指導を続けており、シンフォニーとオペラの分野で音楽活動を行っている。オーケストラは財団組織で、団員はオーディションを経て採用が決まる。加入資格はEU加盟国の国籍を持ち、音楽大学を卒業した者で、年齢は18～27歳に制限されている。